# Panoti

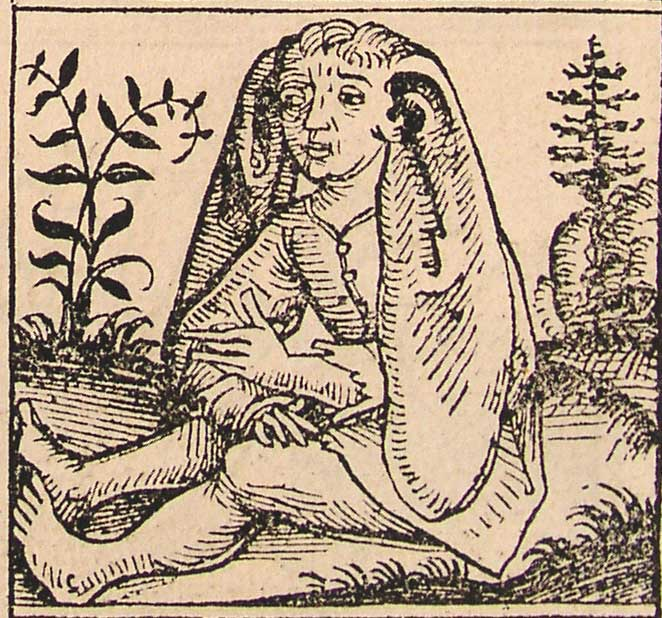
Ohrenmensch, aus der Weltchronik des Hartmann Schedel, 1493

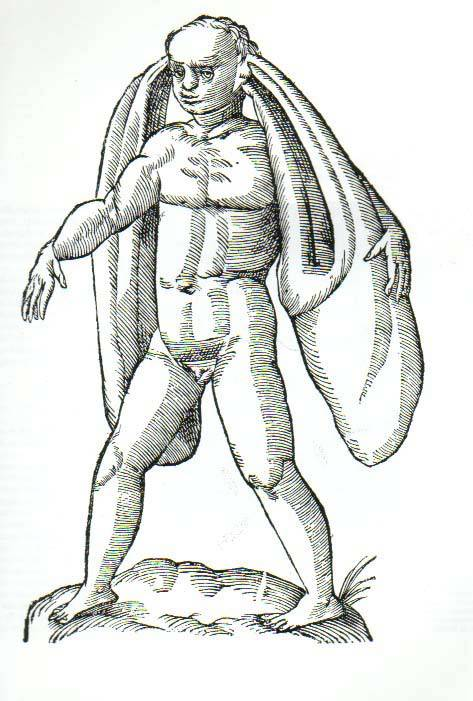
Homo Fanesius Auritus, aus Monstrorum historia des Jean-Baptiste Coriolan, 1642

Die Panoti, auch Panochen, Panotier oder Fanesier (Fanesii), sind ein sagenhaftes Volk von Ohrenmenschen, die seit der Antike Erwähnung fanden und erfundene Reiseberichte bevölkerten.

## Hintergrund
Mischwesen und groteske menschliche Geschöpfe, wie zum Beispiel Hundsköpfige, Einfüßige und Einäugige, traten seit der Antike in den Beschreibungen abenteuerlicher, aber nicht selbst erlebter Reisen auf. So erzählten Skylax, Megasthenes und Ktesias von Knidos von Menschen, deren Ohren groß genug waren, ihren Körper damit zu umwickeln. Über diese lügenhaften Berichte gelangten die Panoti, bezeichnet nach dem griechischen Wort für Allohren, nicht nur in die Sagenwelten, sondern auch in die Kosmographien des Mittelalters. Simon Pelloutier erklärte ihren Ursprung damit, dass die Griechen die Kleidung der Senthen, ein Sagum, das tagsüber mit einer Tierhaut bis über den Kopf bedeckt wurde, für übergroße Ohren hielten.

## Beschreibung
Skylax schreibt den Panoti schaufelgroße Ohren zu, laut Ktesias reichen deren Ohren um den Rücken und bis zum Ellenbogen. Nach Megastehenes schlafen diese Menschen auch auf ihren Ohren. Spätere klassische Autoren wiesen den Panoti als Heimat eine Insel im nördlichen Ozean zu oder ließen sie in Skytien leben. Mit einer Abbildung fand ein Ohrenmensch 1483 Eingang in die Weltchronik von Hartmann Schedel.
Im Zuge der Verbreitung der Geschichten über Geschöpfe mit großen Ohren steigerten sich die Beschreibungen. In der Erzählung vom „Herzog Ernst“ von Gustav Schwab (1792–1850) treten die Ohrenmenschen als Panochen auf, die bis zum Boden reichende Ohren haben und vom Herzog besiegt werden. In einer Urgesellschaft werden die Fanesier als mehrere Meter hohe weiße Riesen ausgemacht, die ihren ganzen Körper in ihre Riesenohren einzuwickeln in der Lage gewesen sein sollen.